# Malaia tagala
Malaia tagala är en skalbaggsart som beskrevs av Heller 1891. Malaia tagala ingår i släktet Malaia och familjen Rutelidae. Inga underarter finns listade i Catalogue of Life.